# Fanny Cerrito
Fanny Cerrito (Napoli, 11 maggio 1817 – Parigi, 6 maggio 1909) è stata una danzatrice e coreografa italiana, una delle più famose ballerine dell'era romantica. Il suo vero nome era Francesca Teresa Giuseppa Raffaela Cerrito.

## Biografia
Studiò a Napoli con Filippo Izzo, danzatore e coreografo del Teatro di San Carlo. Debuttò a Napoli nel 1832 e negli anni seguenti conquistò i teatri di quasi tutte le capitali europee. 
Divenne Prima ballerina del Teatro alla Scala di Milano a partire dal 1838.
Dal 1840 al 1848 fu Prima Ballerina presso il His Majesty's Theatre a Londra, conquistando così le platee inglesi. Danzò con Jules Perrot, Carlo Blasis, Arthur Saint-Léon, con il quale fu sposata dal 1845 al 1851. 
Dal 1847 al 1851 danzò regolarmente all'Opéra di Parigi, insieme al marito.
Creò il ruolo principale in Alma ou la fille de feu (1842), Ondine (1843), La Vivandière (1844), Lalla Rookh (1846) e Gemma (1854). Partecipò alla prima produzione del Pas de Quatre (1845) e del Pas des Déesses (o Le Jugement de Paris, 1846). 
Fu molto apprezzata nella danza di carattere o di mezzo carattere in cui poteva mettere in mostra le sue grandi qualità nella mimica (che a volte colmavano le lacune della sua tecnica non sempre perfetta). Per questa sua caratteristica si contrapponeva allo spirito etereo della Taglioni con la quale visse una grande rivalità, dividendo il pubblico tra "taglionisti" e "cerritisti".
Fu anche, cosa abbastanza eccezionale per il tempo, una delle prime donne coreografe. La prima coreografia che la Cerrito firmò da sola fu Rosida su musica di Cesare Pugni nel 1845 e le fu subito riconosciuto un notevole talento. 

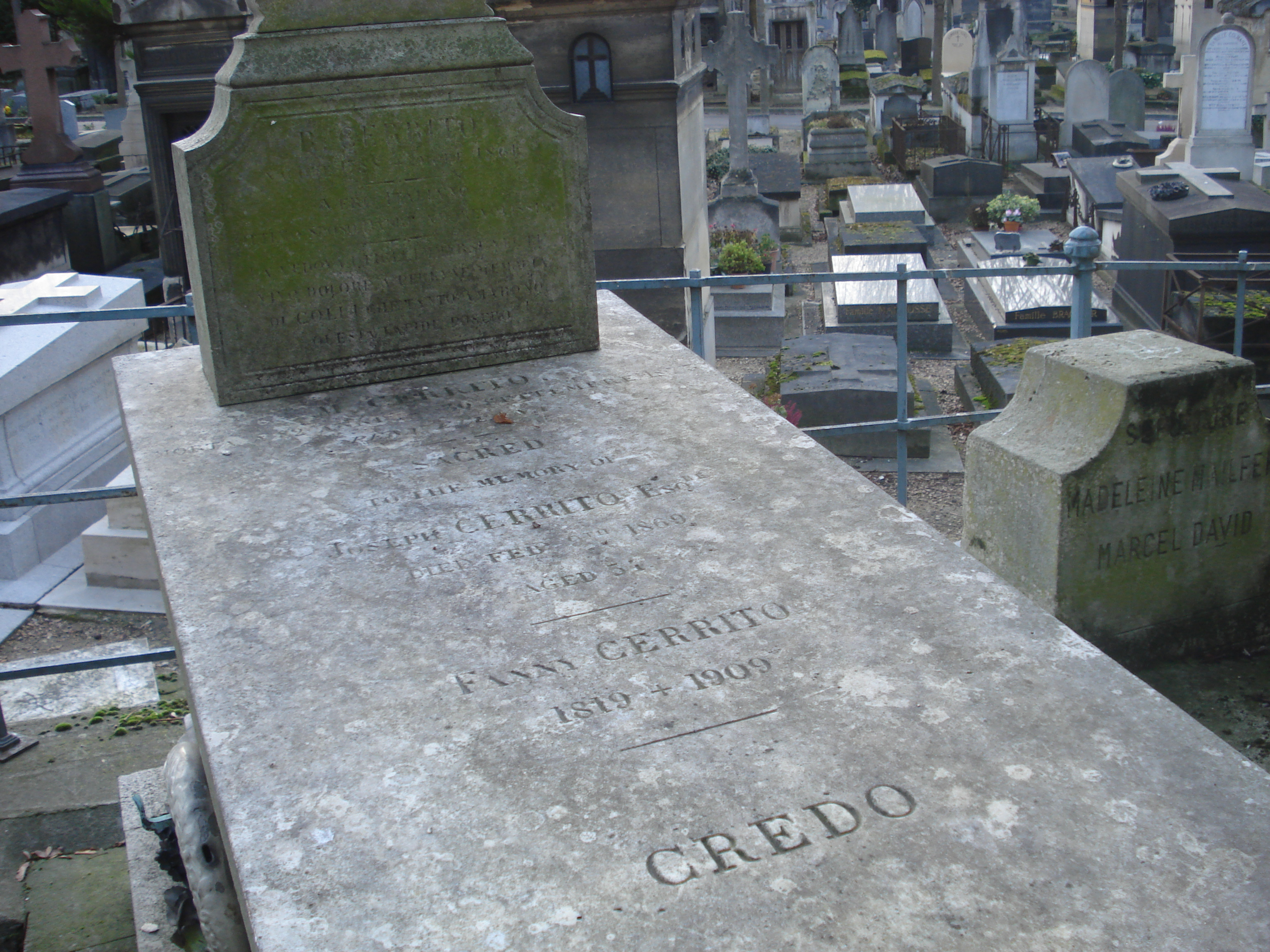
Tomba di Fanny Cerrito

Si ritirò dalle scene a quarant'anni, nel 1857. Morì nel 1909; è sepolta nel cimitero di Montmartre.